# Vaterpolska reprezentacija Arube
Vaterpolska reprezentacija Arube predstavlja Arubu u međunarodnom športu muškom vaterpolu.

## Utakmice

### Igre Srednje Amerike i Kariba 1998.
- Kolumbija -  Aruba 23:3
- Meksiko -  Aruba 16:2
- Venezuela -  Aruba 24:1

- 20. kolovoza 1998.:  Salvador -  Aruba 8:7

- za sedmo mjesto 21. kolovoza 1998.:  Aruba -  Barbados 13:3